# Missionsbefehl

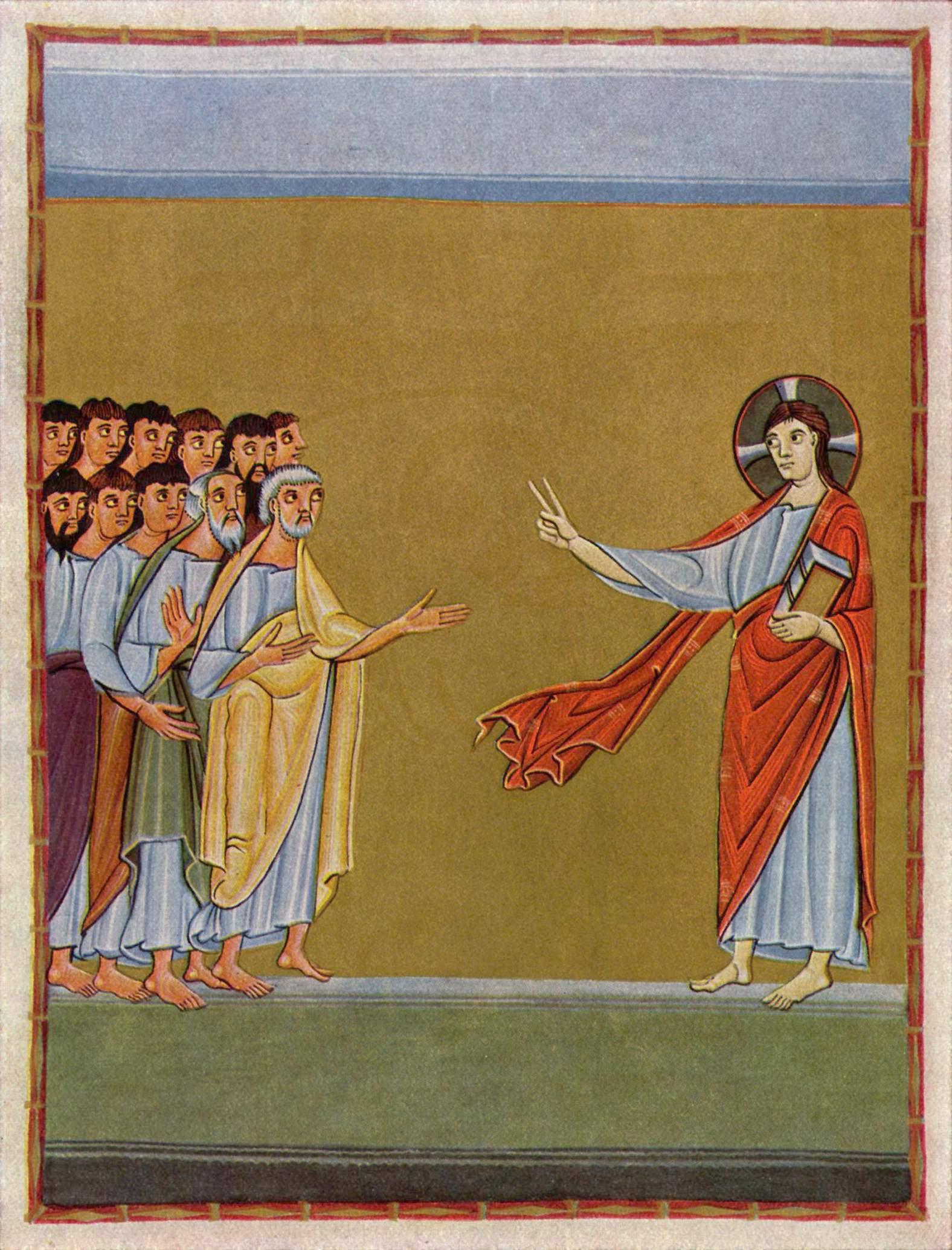
Jesus verabschiedet sich vom Kreise seiner Jünger, indem er ihnen den Auftrag zur Mission erteilt. Der Missionsbefehl ist die Beauftragung der Jünger, in die Welt hinauszugehen. Mittelalterliche Buchmalerei vom Meister der Reichenauer Schule.

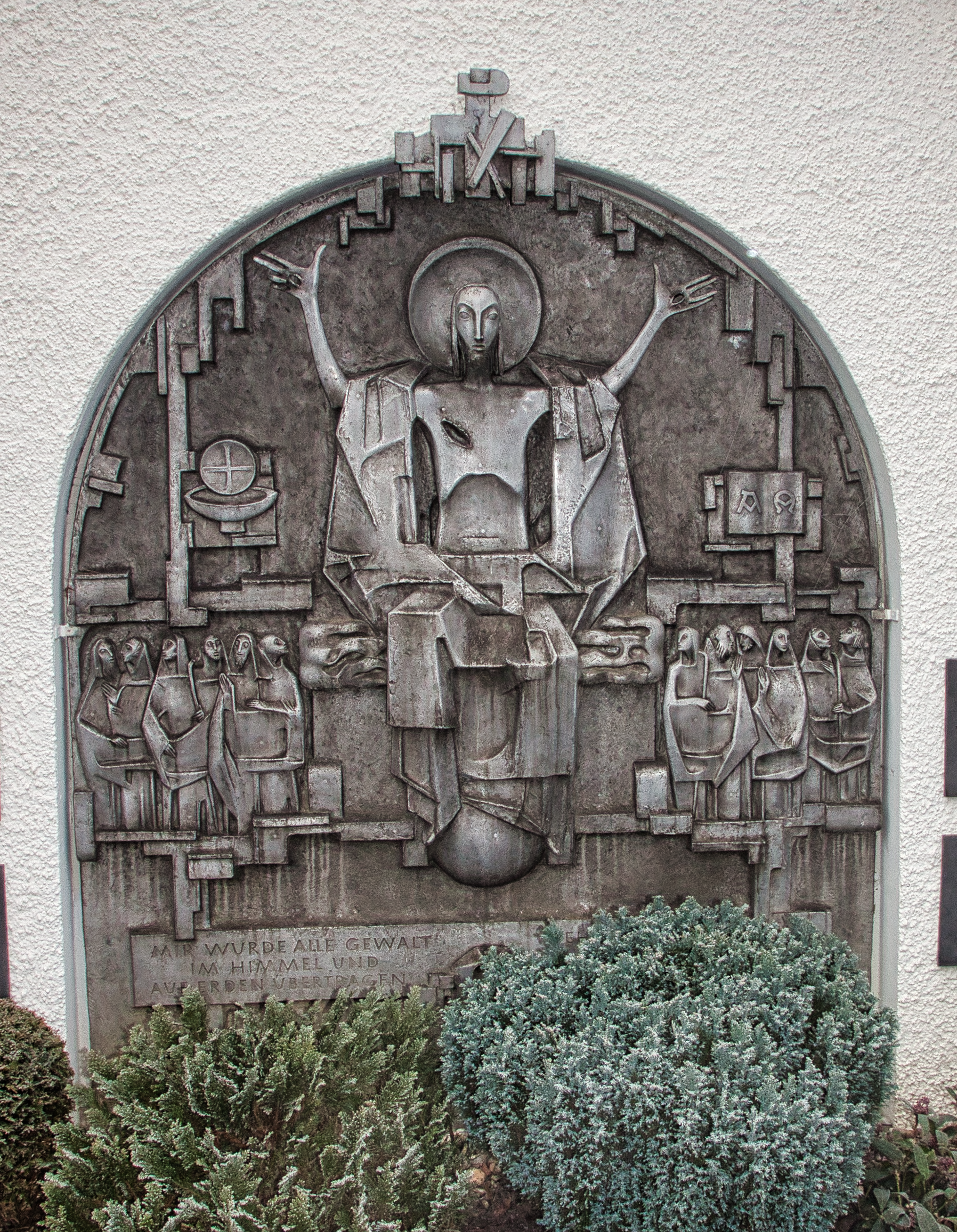
Das Relief Missionsauftrag von Albert Wider auf dem Priestergrab in Widnau, Schweiz, zeigt Jesus Christus, der seinen Aposteln zu seiner Linken und Rechten erklärt: «Mir wurde alle Gewalt im Himmel und auf Erden übertragen. Gehet hin und machet alle Menschen zu meinen Jüngern». Kelch und Hostie verweisen auf das Sakrament des Messopfers; das Buch mit den Buchstaben Α und Ω symbolisiert das Wort Gottes.

Der Missionsbefehl (auch Taufbefehl und seltener Missionsgebot oder Missionsauftrag genannt) ist der Auftrag, den Jesus Christus dem biblischen Bericht zufolge nach seiner Auferstehung seinen Jüngern gegeben hat. Der Auftrag zur Missionierung befindet sich am Ende des Matthäus-Evangeliums (Mt 28,19–20 ). Er ist nach christlichem Selbstverständnis eine Begründung für die Mission und für die Taufe.

## Text des neutestamentlichen Missionsbefehls
„16 Die elf Jünger gingen nach Galiläa auf den Berg, den Jesus ihnen genannt hatte. 17 Und als sie Jesus sahen, fielen sie vor ihm nieder. Einige aber hatten Zweifel. 18 Da trat Jesus auf sie zu und sagte zu ihnen: Mir ist alle Macht gegeben im Himmel und auf der Erde. 19 Darum geht zu allen Völkern und macht alle Menschen zu meinen Jüngern(*); tauft sie auf den Namen des Vaters und des Sohnes und des Heiligen Geistes, 20 und lehrt sie, alles zu befolgen, was ich euch geboten habe. Seid gewiss: Ich bin bei euch alle Tage bis zum Ende der Welt.“

(*) Die Einheitsübersetzung folgt wie die meisten aktuellen deutschen Übersetzungen einer Tradition aus der Mitte des 16. Jhd. und schreibt „macht ... zu meinen Jüngern“. Einige Übersetzungen (Vulgata, Lutherbibel bis 1956 und ab 2017, King-James-Bibel) schreiben stattdessen „lehret alle Völker“.

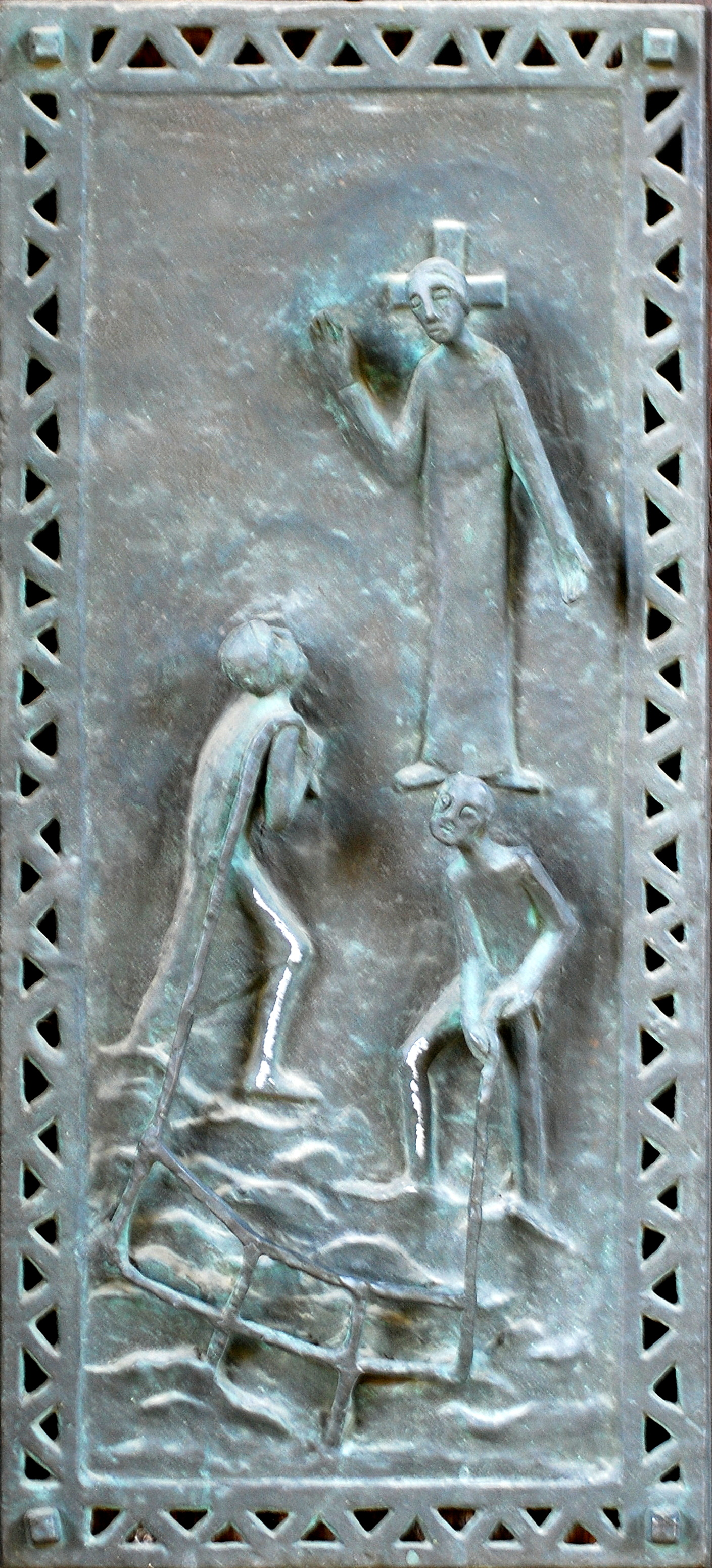
Stadtkirche in Leonberg, Relief an der Außenseite des Hauptportals, Jesus beruft Fischer zu Menschenfischern (Markus, 1, 16ff), Kunstwerk von Ulrich Henn

Parallelstellen sind: Mk 16,15–18 , Lk 24,47–49 , Joh 20,21  und Apg 1,4–8 .

## Sprache und Verständnisse
Der Text des Missionsbefehls liegt in einer Form des Altgriechischen, der Koine, vor. Die Tätigkeit „machet zu Jüngern“ bzw. „lehret“ ist als Imperativ Aorist formuliert, die übrigen drei (gehend, taufend, lehrend) als Partizipien. Die sprachliche Konstruktion lässt unterschiedliche Verständnisse zu: Hingehen als Voraussetzung, Taufen und Lehren als Vollzug des „Zu-Jünger-Machens“; oder: Taufen und Lehren als Konkretisierungen von „Hingehen und Zu-Jüngern-Machen“.

## Textgeschichtliche Betrachtungen
Der Text steht in der Tradition der jüdischen und alttestamentlichen Aussendungserzählungen mit erzählender Einleitung, Feststellung der Vollmacht, Auftrag und Zusicherung. Die Verwandtschaft mit den Parallelstellen Lk 24,47–49  und Joh 20,21  weist auf eine gemeinsame Tradition hin. Die Angabe „auf den Berg, den Jesus ihnen genannt hatte“ dürfte auch aus dieser Tradition stammen, da bei Matthäus vorher nichts von so einer Anweisung erwähnt ist. Dies gilt auch für den Zusatz „Einige aber hatten Zweifel“, der zu den wesentlichen Auferstehungsüberlieferungen zählt, hier aber etwas fehl am Platz erscheint.
Sprachlich ist die zeitliche Zuordnung von Taufe und Lehre unklar; denn die Taufe wird nur einmal vollzogen; das Lehren fängt – in der ersten Generation von getauften Erwachsenen, um die es hier geht – vor der Taufe an und setzt sich danach fort. Diese sprachliche Unklarheit lässt manche Autoren vermuten, dass die Taufe erst nachträglich in den umgebenden Text eingefügt worden ist. Anfang und Schluss des Textes, vielleicht ohne „bis an der Welt Ende“, waren wahrscheinlich die Erstform der Erzählung, die Matthäus vorlag. Wann der Mittelteil mit dem eigentlichen Sendungsauftrag hinzukam, ist unklar. Es ist denkbar, dass er, zumindest teilweise, erst von Matthäus gestaltet wurde und einem Rückblick auf beobachtete Missionstätigkeit entspringt. Barnabas und Paulus hatten ja schon vor der Niederschrift des Matthäus-Evangeliums außerhalb Israels und Judäas missioniert.
Zur Taufe auf den Namen des Vaters und des Sohnes und des heiligen Geistes gibt es eine von Eusebius Anfang des 4. Jahrhunderts überlieferte Variante, die nur auf „in meinem Namen“ lautet, die von einigen Autoren als die ältere Fassung angesehen wird. Eusebius verwendet allerdings nie das Wort „taufen“. Andererseits überliefern Didache (1. Jahrhundert), Irenäus von Lyon (2. Jahrhundert) und Tertullian (3. Jahrhundert) – wie auch alle bisher bekannten Handschriften der Matthäus-Stelle – bereits die trinitarische Formel. Einzelne nichttrinitarische Theologen halten den Text für eine Einschiebung aus dem 4. Jahrhundert, was allerdings von der wissenschaftlichen Textkritik durchweg abgelehnt wird. Stattdessen gilt das Christentum als Religion, die sich von Anfang an als missionarisch versteht.

## Rezeption

### Kirchliche Rezeption
Die Struktur des Taufbefehls bei Mt 28,19 wird, je nachdem, ob man hier bereits Anklänge einer Trinitätstheologie sieht, als triadisch oder trinitarisch beschrieben. Diese Struktur ist nach Forschungskonsens ein Novum, da u. a. in der Apostelgeschichte nur eine eingliedrige Formel vorliegt. Erklärt wird dies zumeist als Übernahme aus der liturgischen Praxis oder bereits theologischen Reflexion galiläischer Christen; gelegentlich wird auch eine Einführung durch den Textautor selbst angenommen. Im 2. und 3. Jahrhundert wurde der Missionsbefehl von Kirchenvätern wie Cyprian oder Origenes zitiert, um die rechtmäßige Taufe zu begründen, auf das Halten der Gebote hinzuweisen und diese Praxis von abweichenden, ggf. häretisierten Tendenzen abzugrenzen. Ab dem vierten Jahrhundert wurde der Text der Taufformel vermehrt auch für Ausarbeitungen und Verteidigungen der Trinitätstheologie angeführt, ebenso wie die triadischen Formeln in 1 Kor 12,3–6  und 2 Kor 13,13 , die in der Relationierung bestimmtere Formulierung Joh 16,26  und vagere, von Kirchenvätern ebenfalls angeführte Passagen wie Röm 11,36 . Während es zunächst, auch im Bereich der frühesten christlich-theologischen Literatur, vielfältige Ausdrucksmöglichkeiten für die Rede von Vater, Sohn und hl. Geist gibt, wird diejenige von Mt 28,19 bald besonders prägend u. a. bei den zu diesem Thema einflussreichen Theologen Irenäus von Lyon, Tertullian und Origenes. Die rezeptionsgeschichtliche Relevanz der Stelle hängt auch mit dem u. a. von Basilius als eng bewerteten Zusammenhang „von Tauferfahrung, […] Glaubensbekenntnis und Doxologie“ zusammen.
Im Mittelalter versuchten unterschiedliche Gruppen nach buchstabengetreuer Auslegung des Missionsbefehls zu leben und die Vita apostolica zu praktizieren.
Eine andere Sichtweise vertraten später die Pietisten, die Herrnhuter Brüdergemeine, die Methodisten sowie die Baptisten, die den Missionsbefehl als persönlichen Auftrag für die innere und äußere Mission ansahen.
Aus evangelikaler Sicht verpflichtet der neutestamentliche Missionsauftrag zur Verbreitung von Lehre und Taufe. Obwohl dieser Auftrag ursprünglich nur den elf Aposteln gegeben wurde, hat die evangelikale Theologie ihn dahingehend interpretiert, dass Christen jederzeit und an jedem Ort missionieren sollten, da dies die Erfüllung des Vertrags zwischen Abraham und Gott sei (Gen 12,3 ). Der Missionsbefehl wird häufig zum früheren Missionsauftrag aus Matthäus 10 (Mt 10,5–42 ) in Bezug gesetzt, wo der Auftrag auf eine Missionierung von Gläubigen der jüdischen Religion eingeschränkt wird, über welche Jesus als verlorene Schafe im Hause Israels spricht.

### Kritische Rezeption
Der deutsche Philosoph und Religionskritiker Herbert Schnädelbach löste im Jahr 2000 mit einem Artikel in der Zeitung Die Zeit eine Debatte über das Christentum und den damit verbundenen Missionsbefehl aus. Schnädelbach reihte dabei den Missionsbefehl in eine Kette von sieben Geburtsfehlern des Christentums ein: die Erbsünde, die Rechtfertigung als blutigen Rechtshandel, den Missionsbefehl, den christlichen Antijudaismus, die christliche Eschatologie, den Import des Platonismus und den Umgang mit der historischen Wahrheit. Wenn das Christentum einmal seine sieben Geburtsfehler hinter sich gelassen haben sollte, werde von ihm fast nichts übrig geblieben sein; vor allem werde es sich dann kaum noch von einem aufgeklärten Judentum unterscheiden lassen. Was im Christentum etwas tauge, sei ohnehin jüdisch. Offensichtlich bezog Schnädelbach diese Aussage vor allem auf den jüdischen Jesus und dessen Religionszugehörigkeit. Dieser hatte bekanntlich nicht die Absicht, sein Gotteshaus zu spalten in Ecclesia und Synagoge, erstere als glorreich und sehend, letztere als blind.

### Weitere Rezeption
Zum Missionsbefehl als Taufformel siehe Taufe.